# Miss Italia 1990
Miss Italia 1990 si è svolta a Salsomaggiore Terme e si è conclusa il 1º settembre 1990. Il concorso è stato condotto da Fabrizio Frizzi, in diretta da Salsomaggiore Terme su Rai Uno, con la direzione artistica di Enzo Mirigliani e l'organizzazione di Mirigliani con la figlia Patrizia Mirigliani e la RAI, e con la partecipazione del comune di Salsomaggiore Terme. Presidente della giuria artistica è Maurizio Costanzo, mentre la vincitrice del concorso è risultata essere la diciottenne Rosangela Bessi di Romano di Lombardia (BG).

## Piazzamenti
| Risultato finale                        | Concorrente            |
| --------------------------------------- | ---------------------- |
| Miss Italia 1990                        | - – Rosangela Bessi    |
| 2ª classificata                         | - – Arianna Jacomelli  |
| 3ª classificata                         | - – Lara Capitanio     |
| Miss Cinema                             | - – Livia Galeotti     |
| Miss Eleganza                           | - – Mariella Bellanova |
| Miss TopModel Tomorrow - Modella Domani | - - Serena Portoghese  |

## Finaliste
01) Loredana Semeraro (Miss Piemonte)

02) Romina Tonoli (Miss Lombardia)

03) Lara Capitanio (Miss Veneto)

04) Francesca Turcino (Miss Friuli Venezia Giulia)

05) Laura Speranza (Miss Trentino Alto Adige)

06) Monica Cavero (Miss Liguria)

07) Rossana Dian (Miss Emilia)

08) Sonia Angelelli (Miss Toscana)

09) Vanessa Ottaviani (Miss Romagna)

10) Gabriella Di Giacomantonio (Miss Umbria)

11) Patrizia Gerboni (Miss Marche)

12) Angela Postigliola (Miss Abruzzo)

13) Stefania Zamberlan  (Miss Lazio)

15) Paola Erario (Miss Puglia)

16) Mariangela Salerno (Miss Basilicata)

17) Grazia Solaroli (Miss Calabria)

18) Cristina Costantino  (Miss Sicilia)

19) Sabrina Aranzanu (Miss Sardegna)

20) Mara Valentini (Miss Dolomiti di Brenta)

21) Arianna Iacomelli (Miss Roma)

22) Arabella Biscaro (Miss Muretto d'Alassio)

23) Raffaella Brumat (Miss Cinema Friuli Venezia Giulia)

24) Romina Menci (Miss Cinema Toscana)

25) Samanta Bellacci (Miss Cinema Lazio)

26) Serenella Ronchi (Miss Cinema Umbria)

27) Milena Martelli (Miss Cinema Marche)

28) Vittoria Marzari (Miss Cinema Abruzzi)

29) Alessandra Anatilopan (Miss Cinema Puglia)

30) Teresa Masella (Miss Cinema Molise)

31) Samanta Camparada (Miss Eleganza Reggio Emilia)

32) Anna Bonfanti (Miss Eleganza Cremona)

33) Mimma Fonseca (Miss Eleganza Taranto)

35) Simona Cabiati (Ragazze in Gambissime Liguria)

36) Ottavia Narsi (Ragazze in Gambissime Veneto)

37) Elga Antonello (Ragazze in Gambissime Toscana)

38) Erica Numento (Ragazze in Gambissime Abruzzo)

39) Simona D'Azeglio (Miss Modella Domani Lombardia)

40) Catia Indiani (Miss Modella Domani Veneto)

41) Eleonora Boccini (Miss Modella Domani Umbria)

42) Alessandra Cellini (Miss Modella Domani Lazio)

43) Elisabetta Tassan Toffola (Miss Linea Sprint Vigevano)

44) Silvia Bondaschi (Miss Linea Sprint Brescia)

45) Franca Bernardini (Miss Linea Sprint Foligno)

47) Patrizia Salvaterra (Miss Linea Sprint Torino)

48) Conchita Puglisi (Miss Linea Sprint Catania)

49) Ilaria Marziani (Miss Linea Sprint Codogno)

50) Roberta Bregolin (Miss Linea Sprint Padova)

51) Patrizia Marrone (Miss Linea Sprint Mazara del Vallo)

52) Alessia Francesconi (Miss Linea Sprint Modena)

53) Cristina Zoni (Miss Linea Sprint Parma)

54) Maria Patti (Miss Linea Sprint Roma)
 
55) Debora Amoruso (Miss Linea Sprint Carrara)

57) Francisca Nicoli (Miss Linea Sprint Carrara)

56) Sabrina Muccini (Miss Linea Sprint Pesaro)

58) Mariella Bellanova (Miss Linea Sprint Legnano)

59) Rosangela Bessi (Miss Linea Sprint Bergamo)

60) Romina Urilli (Miss Linea Sprint Roma)